# Magatzems Santa Clara
Els Magatzems Santa Clara és una obra de Vic (Osona) protegida com a Bé Cultural d'Interès Local.

## Descripció
Edifici civil que forma el xamfrà del carrer Manlleu i el pla de Santa Clara. És de planta quadrada i consta de planta baixa, quatre pisos i golfes. La planta baixa és destinada a establiments comercials i presenta quatre portals rectangulars, dos a cada carrer. Aquesta part de l'edifici és de pedra artificial de color negre. Pel cantó de Santa Clara hi ha una tribuna de dos pisos coronada per una balustrada. Al carrer Manlleu s'hi obren balcons rectangulars. L'alçada dels pisos decreix del primer al quart. Les golfes són a sota teulada i sostinguda per pilars. És construïda amb maó i arrebossada al damunt. L'estat de conservació és bo.

## Història
El pla de Santa Clara es coneix per aquest nom, ja que emplaçava l'antic convent de Monges Dominicanes de Santa Clara, edificat al segle xviii. Convent i església foren destruïts a la guerra civil. Els solars que l'emplaçaven es varen urbanitzar des del carrer Sant Antoni fins al cap del carrer Manlleu i el convent passà a la plaça de Malla on s'edificà l'església inaugurada al 1963.
Els comerç present a l'edifici -a planta baixa i primer pis- encara conservava el nom de l'antic convent (Magatzems Santa Clara) fins a finals de segle passat.
L'edifici també és conegut per ser la casa natal de santa Carme Sallés i Barangueras, fundadora d'una ordre religiosa dedicada a l'educació.